# توماس كيث (عسكري)
توماس كيث (بالإنجليزية: Thomas Keith)‏ عسكري بريطاني حكم المدينة المنورة عام 1815، أطلق عليه الاتراك اسم إبراهيم آغا، وهو اسكتلندي من مواليد أدنبرة، تم أسره في أثناء الحملة الإنكليزية على مصر، وإبراهيم آغا كان يشغل منصب رئيس مماليك طوسون وهو شابٌ في العشرين من عمره وهو أحد الفارسين الذين ساعدوا طوسون بالصمود وتنظيم جيوشه عندما تعرض فيها جيشه للإبادة في معركة وادي الصفراء من قبل القوات النجدية.

## سيرته
وُلد كيث في أدنبرة، وانضم إلى فوج المشاة البريطاني 78 (هايلاندرز) عام 1804. وذهب مع الكتيبة الثانية من الفوج للانضمام إلى جون ستيوارت في الحملة البريطانية على صقلية عام 1806. وبعد ذلك بفترة وجيزة، أُرسل كيث جزءً من بعثة الإسكندرية عام 1807.
أُسر توماس كيث مع عدد آخر من سريته التابعة للكتيبة الجبليون الثانية والسبعين التي كان يخدم فيها فني مدفعية في الحامد بالقرب من رشيد في 21 أبريل 1807. اشتراه أحمد آغا (الملقب بأحمد بونابرت) مع عازف الطبول في فوجه، ويليام طومسون. خلال هذا الوقت قرر الاسكتلنديان اعتناق الإسلام وتغيير اسميهما: كيث أصبح إبراهيم آغا وتومسون أصبح عثمان. يُحكى أن إبراهيم آغا تشاجر مع مملوك صقلي وتلاكما ثم شهرا سيفيهما وتبارزا فأصيب المملوك الصقلي بجراح بالغة (أو قُتل)، ولأنه من العبيد المفضلين لدى سيده أحمد آغا بونابرت فقد فرّ إبراهيم آغا ولجأ إلى زوجة محمد علي باشا، والي مصر، وطلب منها الحماية. وبعد أن عرفت قصته أشفقت عليه وطلبت من ابنها طوسون بك أن يوظفه في خدمته فاشتراه من أحمد بونابرت.
ذات يوم، ارتكب إبراهيم آغا خطأً، وكان طوسون بك في حالة من الغضب، فأمر بقتله غير أن إبراهيم آغا استل سيفه وقاوم الجنود والمماليك الذين حضروا لاعتقاله زهاء نصف ساعة ثم قفز من نافذة الغرفة التي حوصر فيها، وتوجه على الفور إلى زوجة محمد علي باشا التي أنقذته من العقاب أول مرة. فتوسطت لدى ابنها طوسون وسوت الأمر. وكان طوسون قد أعجب بشجاعة إبراهيم آغا الذي صمد أمام عدة فرسان ودافع عن نفسه ببسالة ومهارة زهاء نصف ساعة لم يستطع المهاجمون خلالها ولا حتى خدشه، ولذلك عينه بناء على واسطة والدته رئيساً لعبيده ومماليكه. بعد الشجاعة التي أظهرها إبراهيم آغا دفاعاً عن سيده طوسون في معركة وادي الجديدة، عينه خازنداراً (مسؤولاً عن الخزينة) وهي رتبة تضاهي رتبة الباشا.
في عام 1811، انضم كيث إلى حملة طوسون ضد الوهابيين في الجزيرة العربية. بعد حملة ناجحة، عُين إبراهيم آغا حاكمًا بالنيابة للمدينة المنورة في شهر نيسان (أبريل) عام 1815 في غياب طوسون.

## مقتله
بعد شهرين على تعيينه، انطلق إبراهيم آغا مع مائتين وخمسين فارساً لنجدة طوسون بك الذي كان يخيّم آنذاك في القصيم وسط الجزيرة العربية. فتعرض في الطريق مع قوته الصغيرة إلى هجوم من فرسان القوات النجدية شارك فيه أكثر من ألفي فارس وراجل فقتل مع كافة فرسانه. لكنه قبل أن يُقتل استطاع أن يقتل عدداً من الفرسان بل أن شاهد عيان أكد أنه قتل بيديه أربعة فرسان لدرجة أن عبد الله ابن سعود اعترف بأن طوسون بك وخازنداره إبراهيم آغا الإسكتلندي هما أشجع فارسين في الجيش التركي.